# Vincents gors
Vincents gors (Emberiza capensis vincenti) is een zangvogel uit de familie van gorzen (Emberizidae). De vogel werd als ondersoort beschreven. De vogel is vernoemd naar Jack Vincent, de man die de vogel ontdekte en doodschoot. Volgens onderzoek gepubliceerd in 2006 zou het als een aparte soort zijn te beschouwen, maar na onderzoek gepubliceerd in 2018 is de vogel weer als ondersoort geplaatst op de IOC World Bird List.

## Verspreiding en leefgebied
Deze ondersoort komt voor van Centraal-Malawi tot noordelijk Mozambique en oostelijk Zambia.